# Masuma Esmati-Wardak
Masuma Esmati-Wardak (* 1930 in Afghanistan; † 22. August 2016) war eine afghanische Politikerin und Schriftstellerin.

## Leben
1953 absolvierte Esmati-Wardak das Kabul Women College und machte 1958 in den Vereinigten Staaten ihren Abschluss in Business.
Nachdem bereits die damalige Königin Humaira Begum ihren Schleier ablegte, traten nun auch sie und Kubra Noorzai 1959 als erste Frauen in Afghanistan ohne Schleier auf.
Sie folgten dem Aufruf des damaligen Ministerpräsidenten Mohammed Daoud Khan, der nun den Frauen erlaubte, ihren Schleier freiwillig abzulegen.
1964 wurde sie vom damaligen König Mohammed Zahir Schah in einen beratenden Ausschuss einberufen, der den Verfassungsentwurf überprüfen sollte.
Dieser diente dazu, den Frauen das passive und aktive Wahlrecht einzuräumen.
1965 wurde sie als einzige von vier weiblichen Politikerinnen ins Parlament gewählt. Hier vertrat sie die Provinz Kandahar. Sie galt eine der führenden Verfechterinnen der Frauenrechte. 1969 stellte sie sich erneut zur Wahl, verlor jedoch ihren Sitz.
Sie war verheiratet mit Abdul Qayum Wardak, einem ehemaligen Minister und Professor für Naturwissenschaft.
1987 war sie Präsidentin des Afghan Women Council.  1991 war sie als Bildungsministerin tätig.